# Après notre séparation
Pour plus de détails, voir Fiche technique et Distribution.
Après notre séparation (君と別れて, Kimi to wakarete) est un film japonais muet réalisé par Mikio Naruse, sorti en 1933.

## Synopsis
Kikue vit seule avec son fils Yoshio, un jeune étudiant, et travaille comme geisha pour pouvoir lui payer ses études. Yoshio qui a honte du métier exercé par sa mère fait l'école buissonnière et traîne avec une bande de voyou. Lorsqu'elle l'apprend, Kikue demande à Terugiku, une jeune femme geisha comme elle et qui est amoureuse de Yoshio, de lui parler car elle n'arrive plus à communiquer avec lui.
Terugiku emmène Yoshio rendre visite à sa famille dans une localité en bord de mer, ils passent quelques moments agréables pendant le voyage. Sur place, Yoshio est témoin d'une dispute entre Terugiku et ses parents. Son père, un ivrogne colérique et fainéant veut faire de sa fille cadette une geisha comme sa sœur aînée pour subvenir aux besoins de la famille. Terugiku s'y oppose violemment et refuse que sa petite sœur subisse la même vie qu'elle.
Terugiku et Yoshio reconnaissent les sentiments qu'ils éprouvent l'un pour l'autre et la jeune femme fait comprendre à Yoshio la chance qu'il a d'avoir une mère aimante. Elle lui fait promettre de reprendre le droit chemin. Mais la bande ne veut pas lâcher le jeune homme devenu distant, une bagarre éclate au cours de laquelle Terugiku est blessée d'un coup de couteau.
Une fois guérie, Terugiku apprend à Yoshio que malgré leur amour, elle doit quitter la ville pour un travail plus rémunérateur afin d'éviter à sa petite sœur de devenir geisha à son tour. À la gare, les deux jeunes gens se font leurs adieux.

## Fiche technique

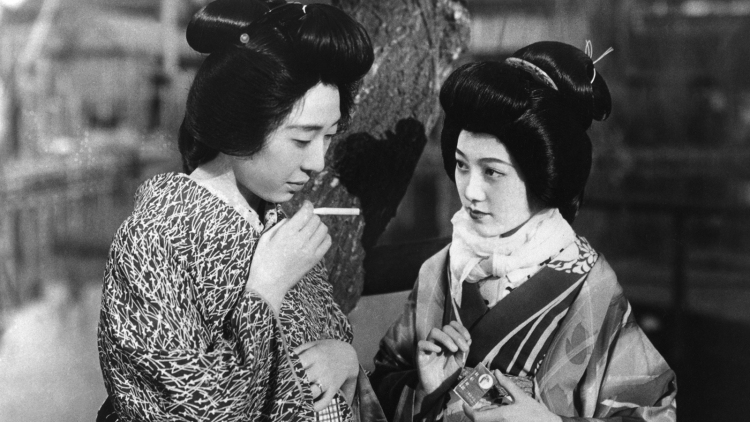
Mitsuko Yoshikawa et Sumiko Mizukubo.

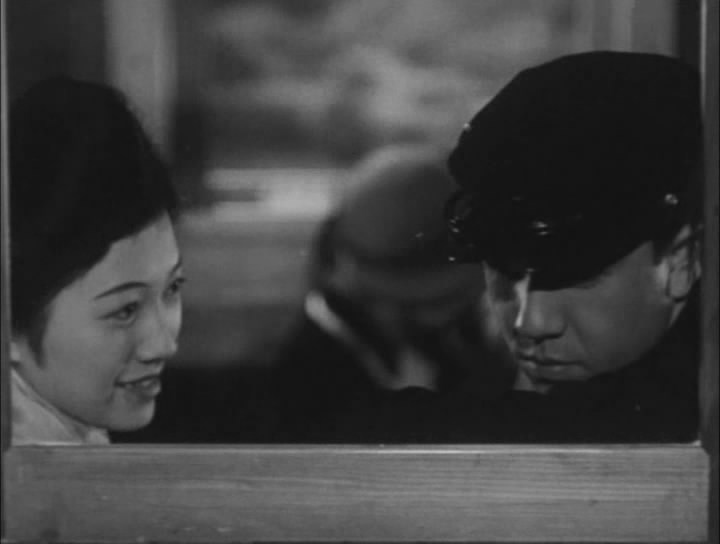
Sumiko Mizukubo et Akio Isono.

- Titre français : Après notre séparation
- Titre original : 君と別れて (Kimi to wakarete?)
- Réalisation : Mikio Naruse
- Scénario : Mikio Naruse
- Photographie : Suketarō Inokai
- Direction artistique : Tatsuo Hamada
- Décors : Kōjiro Kawasaki et Matasaburo Okuno
- Société de production : Shōchiku (Studios Kamata)
- Pays d'origine :  Empire du Japon
- Format : noir et blanc - 1,37:1 - film muet
- Genre : drame
- Durée : 60 minutes (métrage : 7 bobines - 1 653 m[1])
- Dates de sortie :
  - Empire du Japon : 1er avril 1933[1]

## Distribution
- Mitsuko Yoshikawa : Kikue
- Akio Isono : Yoshio, le fils de Kikue
- Sumiko Mizukubo : Terugiku
- Reikichi Kawamura : le père de Terugiku
- Ryuko Fuji : la mère de Terugiku
- Yōko Fujita : la jeune sœur de Terugiku
- Tomio Aoki : le jeune frère de Terugiku
- Chōko Iida : la patronne de la maison de geisha
- Jun Arai : client attitré de Kikue
- Shin'ichi Himori : un client
- Tokuji Kobayashi : un client
- Kotarō Sekiguchi : jeune délinquant
- Mitsuru Wakamiya : jeune délinquant

## Autour du film
Le film a été classé quatrième des dix meilleurs films japonais de l'année 1933 par la revue Kinema Junpō. La même année, la revue distingue un autre film de Naruse, Rêves de chaque nuit, en le positionnant troisième de ce même classement.